# Голідейсбург (Пенсільванія)
Голідейсбург (англ. Hollidaysburg) — місто (англ. borough) в США, в окрузі Блер штату Пенсільванія. Населення — 5641 особа (2020).

## Географія
Голідейсбург розташований за координатами 40°25′52″ пн. ш. 78°23′35″ зх. д. / 40.43111° пн. ш. 78.39306° зх. д. (40.431072, -78.392955). За даними Бюро перепису населення США в 2010 році місто мало площу 6,08 км², уся площа — суходіл.

## Демографія
Згідно з переписом 2010 року, у селищі мешкала 5791 особа в 2512 домогосподарствах у складі 1339 родин. Густота населення становила 952 особи/км². Було 2703 помешкання (444/км²).
Расовий склад населення:
| - 96,3 % — білих - 1,7 % — чорних або афроамериканців - 1,0 % — азіатів - 0,1 % — корінних американців |

До двох чи більше рас належало 0,8 %. Частка іспаномовних становила 0,9 % від усіх жителів.
За віковим діапазоном населення розподілялося таким чином: 18,0 % — особи молодші 18 років, 59,6 % — особи у віці 18—64 років, 22,4 % — особи у віці 65 років та старші. Медіана віку мешканця становила 44,2 року. На 100 осіб жіночої статі у селищі припадало 90,1 чоловіків; на 100 жінок у віці від 18 років та старших — 84,8 чоловіків також старших 18 років.
Середній дохід на одне домашнє господарство становив 58 549 доларів США (медіана — 51 070), а середній дохід на одну сім'ю — 78 335 доларів (медіана — 65 982). За межею бідності перебувало 8,0 % осіб, у тому числі 13,8 % дітей у віці до 18 років та 3,2 % осіб у віці 65 років та старших.
Цивільне працевлаштоване населення становило 2932 особи. Основні галузі зайнятості: освіта, охорона здоров'я та соціальна допомога — 27,7 %, роздрібна торгівля — 15,0 %, мистецтво, розваги та відпочинок — 12,4 %.

## Персоналії
- Гедда Гоппер (1885—1966) — американська актриса, колумніст та радіоведуча.